# Kyōkaisen-jō no Horizon
Kyōkaisen-jō no Horizon (境界線上のホライゾン? lett. "Horizon sulla linea di confine"), anche conosciuta come Horizon in the Middle of Nowhere è una serie di light novel giapponese scritta da Minoru Kawakami ed illustrata da Satoyasu. La serie è ambientata in un lontano futuro dove il Giappone è stato conquistato da altri territori e suddiviso in vari feudi. Nel 2011, la serie è stata adattata in una serie televisiva anime della Sunrise. Una seconda serie è stata prodotta nel 2012.

## Trama
In un lontano futuro, gli uomini hanno abbandonato una Terra devastata e viaggiato verso lo spazio esterno. Tuttavia, a causa di un fenomeno sconosciuto che impedisce loro di viaggiare nello spazio, l'umanità è costretta a tornare sulla Terra solo per scoprire che è diventato un luogo del tutto inospitale, ad eccezione del territorio del Giappone.
Per accogliere l'intera popolazione umana, il Giappone viene suddiviso in vari minuscoli territori. Al fine di trovare un modo per tornare nello spazio, gli esseri umani cominciarono a ricostruire la storia umana secondo quanto scritto nel Libro Sacro, conosciuto come "Testamento". Ma nell'anno 1413 del Libro, le piccole nazioni invadono e conquistano del tutto il Giappone, dividendo l'intero territorio in piccoli feudi e costringendo gli abitanti originari del Giappone ad andare via.
Nell'anno 1648 i profughi del Giappone vivono nell'astronave città Musashi, costantemente in viaggio e sotto controllo da parte dell'Unione Testamento, l'autorità che gestisce la rievocazione della storia. Tuttavia, le voci di una apocalisse e la guerra iniziano a diffondersi quando il Testamento si ferma nelle sue rivelazioni all'anno 1648. Approfittando di questa situazione, Aoi Tori, il capo della Musashi Ariadust dell'Accademia Suprema della Federazione e Presidente del Consiglio degli Studenti, guida i compagni di classe nella riconquista della loro patria.

## Personaggi

### Protagonisti
Tori Aoi (葵・トーリ?, Aoi Tōri)
Doppiato da Jun Fukuyama
P-01s (ピー・ゼロワンエス?, Pī Zerowan'esu) / Horizon Ariadust (ホライゾン・アリアダスト?, Horaizon Ariadasuto)
Doppiato da Minori Chihara

### Classe 3-Susina
Masazumi Honda (本多・正純?, Honda Mazasumi)
Doppiato da Miyuki Sawashiro
Futayo Honda (本多・二代?, Honda Futayo)
Doppiato da Yū Kobayashi
Toussaint Neshinbara (トゥーサン・ネシンバラ?, Tūsan Neshinbara)
Doppiato da Mutsumi Tamura
Shirojiro Bertoni (シロジロ・ベルトーニ?, Shirojiro Berutōni)
Doppiato da Takehito Koyasu
Heidi Augesvarer (ハイディ・オーゲザヴァラー?, Haidi Ogezavarā)
Doppiato da Kaori Nazuka
Tenzo Crossunite (点蔵・クロスユナイト?, Tenzō Kurosuyunaito)
Doppiato da Daisuke Ono
Kiyonari Urquiaga (キヨナリ・ウルキアガ?, Kiyonari Urukiaga)
Doppiato da Takaya Kuroda
Margot Naito (マルゴット・ナイト?, Marugotto Naito)
Doppiato da Nao Tōyama
Malga Naruze (マルガ・ナルゼ?, Maruga Naruze)
Doppiato da Emi Nitta
Nate "Argenté Loup" Mitotsudaira (ネイト・ミトツダイラ?, Neito Mitotsudaira)
Doppiato da Marina Inoue
Naomasa (直政?, Naomasa)
Doppiato da Kei Shindo
Kimi Aoi (葵・喜美?, Aoi Kimi)
Doppiato da Chiwa Saitō
Tomo Asama (浅間・智?, Asama Tomo)
Doppiato da Ami Koshimizu
Adéle Balfette (アデーレ・バルフェット?, Adēre Barufetto)
Doppiato da Ayuru Ōhashi
Noriki (ノリキ?, Noriki)
Doppiato da Daisuke Hirakawa
Kenji Ito (伊藤・健児?, Itō Kenji)
Doppiato da Eiji Miyashita
Ginji Ohiroshiki (御広敷・銀二?, Ohiroshiki Ginji)
Doppiato da Minoru Shiraishi
Nenji (ネンジ?, Nenji)
Doppiato da Daisuke Hirakawa
Hassan Fullbush (ハッサン・フルブシ?, Hassan Furubushi)
Doppiato da Daisuke Ono
Suzu Mukai (向井・鈴?, Mukai Suzu)
Doppiato da Aoi Yūki
Persona (ペルソナ君?, Perusona-kun)

### Personale della Musashi Ariadust Academy
Makiko Oriotorai (オリオトライ・真喜子?, Oriotorai Makiko)
Doppiato da Ryōko Shiraishi
Mitsuki Sanyo (三要・光紀?, San'yō Mitsuki)
Doppiato da Ai Shimizu
Tadatsugu Sakai (酒井・忠次?, Sakai Tadatsugu)
Doppiato da Taiten Kusunoki

### Tres España
Muneshige Tachibana (立花・宗茂?, Tachibana Muneshige)
Doppiato da Tomokazu Sugita
Gin Tachibana (立花・誾?, Tachibana Gin)
Doppiato da Minako Kotobuki
Juana (フアナ?, Fuana)
Doppiato da Rie Tanaka

### K.P.A. Italia
Innocentius (インノケンティウス?, Innokentiusu)
Doppiato da Jōji Nakata
Galileo (ガリレオ?, Garireo)
Doppiato da Tsuyoshi Koyama
Olimpia (オリンピア?, Orinpia)

### Altri personaggi
"Musashi" (「武蔵」?, Musashi)
Doppiato da Mai Nakahara

## Media

### Light novel
Horizon on the Middle of Nowhere began as serial light novel series run in Dengeki Bunko Magazine in 2008. Template:Asof, ten compilation volumes covering four separate arcs have been published by ASCII Media Works' imprint Dengeki Bunko.

### Manga
Un adattamento manga illustrato da Hideo Takenaka ha iniziato ad essere serializzato nel numero dell'ottobre 2011 della rivista Dengeki Daioh della ASCII Media Works. Un secondo manga yonkoma illustrato da Kuraun Hani ed intitolato Kyōkaisen-jō no Horako-san (境界線上のホラ子さん?) ha iniziato ad essere serializzato nel numero di gennaio 2012 della rivista Dengeki G's Magazine della ASCII Media Works.

### Anime
Un adattamento animato (sottotitolato Horizon on the Middle of Nowhere) basato sulla serie di light novel è stato annunciato nel numero di marzo 2011 di Dengeki Bunko Magazine. Prodotta dallo studio Sunrise, la serie televisiva anime è iniziata in Giappone il 2 ottobre 2011. La serie è stata acquistata dalla Sentai Filmworks in America Settentrionale ed è stata trasmessa in simulcast da Anime Network il 4 ottobre 2011, in seguito alla pubblicazione della versione home video nel 2012. La Sentai ha anche acquistato la licenza per la seconda stagione che è stata pubblicata nel 2013.

#### Episodi
| Nº                         | Titolo italiano Giapponese 「Kanji」 - Rōmaji                                                                          | In onda           | In onda |
| Nº                         | Titolo italiano Giapponese 「Kanji」 - Rōmaji                                                                          | Giapponese        |         |
| Prima serie (13 episodi)   | |                   |         |
| 1                          | Coloro che sono schierati dinnanzi alla linea di confine 「境界線前の整列者達」 - Kyōkai-sen Mae no Seiretsu-sha-tachi | 1º ottobre 2011   |         |
| 2                          | L'innocente a tavola 「食事場の清純者」 - Shokujiba no Seijun-sha                                                      | 8 ottobre 2011    |         |
| 3                          | L'interbase in città 「街中の遊撃手」 - Machinaka no Yūgeki-shu                                                        | 15 ottobre 2011   |         |
| 4                          | Colui che complotta sotto i cieli notturni 「夜天下の暗躍」 - Yaten-ka no An'yaku-sha                                  | 22 ottobre 2011   |         |
| 5                          | Il diplomato sotto la luna 「月下の卒業者」 - Gekka no Sotsugyo-sha                                                    | 29 ottobre 2011   |         |
| 6                          | La portavoce nel luogo della dichiarazione 「告白場の代弁手」 - Kokuhaku-ba no Daiben-shu                              | 5 novembre 2011   |         |
| 7                          | I cavalieri di Musashi 「武蔵の騎」 - Musashi no Kishi                                                                 | 12 novembre 2011  |         |
| 8                          | Colei che supporta il paese 「全域の支持者」 - Zen'iki no Shiji-sha                                                    | 19 novembre 2011  |         |
| 9                          | Il fiore della vetta 「高嶺の花」 - Takane no Hana                                                                     | 26 novembre 2011  |         |
| 10                         | Il trombettiere alla linea di partenza 「スタートラインのラッパ吹き」 - Sutaatorain no Rappafuki                       | 3 dicembre 2011   |         |
| 11                         | L'impossibile di Musashi 「武蔵の不可能男」 - Musashi no fukanō otoko                                                  | 10 dicembre 2011  |         |
| 12                         | Coloro che si fronteggiano su due linee 「平行線上への相対者」 - Heikōsen ue e no sōtai mono                           | 17 dicembre 2011  |         |
| 13                         | Coloro che sono schierati sulla linea di confine 「境界線上の整列者達」 - Kyōkaisen ue no seiretsu mono-tachi          | 31 dicembre 2011  |         |
| Seconda serie (13 episodi) | |                   |         |
| 1                          | I membri dei club dei campi scarlatti 「朱の場の部員達」 - Ake no Ba no Buin-tachi                                     | 7 luglio 2012     |         |
| 2                          | I narratori entrano in scena 「舞台上の宣告者」 - Butai-jō no Senkoku-sha                                              | 14 luglio 2012    |         |
| 3                          | Coloro che discendono in superficie 「土上の下り者」 - Do Jō no Kudari-mono                                            | 21 luglio 2012    |         |
| 4                          | Il signore del teatro 「劇場の支配者」 - Gekijou no Shihaisha                                                          | 28 luglio 2012    |         |
| 5                          | Il campo da caccia degli umanisti 「猟場の人道主義者」 - Ryouba no Jindoushugisha                                      | 4 agosto 2012     |         |
| 6                          | L'uomo e la donna nella piazza 「広場の男女」 - Hiroba no Danjou                                                       | 11 agosto 2012    |         |
| 7                          | Il cantastorie nella sala 「広間の語り部」 - Hiroma no Kataribe                                                        | 18 agosto 2012    |         |
| 8                          | Colui che decide in cima 「高所の決定者」 - Kousho no Ketteisha                                                        | 25 agosto 2012    |         |
| 9                          | Colui che parte sotto il cielo notturno 「夜空の別離者」 - Yozora no Betsurisha                                        | 1º settembre 2012 |         |
| 10                         | Tetro ruggito 「劇場の咆哮者」 - Gekijou no Houkousha                                                                  | 8 settembre 2012  |         |
| 11                         | I candidati di successo nel giardino fiorito 「花畑の合格者」 - Hanabatake no Goukakusha                               | 15 settembre 2012 |         |
| 12                         | Tieni una lama al tuo posto 「居場所の刃傷持ち」 - Ibasho no Ninjou-mochi                                              | 22 settembre 2012 |         |
| 13                         | Gli avidi oltre confini 「境渡りの欲深き者達」 - Sakai-watari no Yokubukimono-tachi                                    | 29 settembre 2012 |         |

#### Colonna sonora
Sigle di apertura
- TERMINATED cantata da Minori Chihara (Kyōkaisen-jō no Horizon)
- ZONE / / ALONE cantata da Minori Chihara (Kyōkaisen-jō no Horizon II)

Sigle di chiusura
- Pieces cantata da -Side Ariadust- AiRI (Kyōkaisen-jō no Horizon)
- Stardust Melodia cantata da -Side Horizon- Ceui (Kyōkaisen-jō no Horizon)
- Kanashimi wa Dare no Negai Demonai cantata da Aira Yuki (Kyōkaisen-jō no Horizon II)
- Sora no Uta cantata da Masami Okui (Kyōkaisen-jō no Horizon II)